# Mirko Vučinić
Mirko Vučinić (in cir. Мирко Вучинић; Nikšić, 1º ottobre 1983) è un ex calciatore montenegrino, precedentemente jugoslavo e serbo-montenegrino, di ruolo attaccante.
È stato premiato dalla Federazione calcistica del Montenegro come miglior giocatore montenegrino per il maggior numero di volte, sette per la precisione.

## Biografia
È sposato con Stefania, con cui ha avuto due figli.
È stato protagonista, nell'agosto 2008, di uno spot pubblicitario per la compagnia telefonica Wind, insieme ai comici Aldo, Giovanni e Giacomo.

## Caratteristiche tecniche
Attaccante di talento, le sue qualità tecniche gli permettevano di offrire prestazioni positive in ogni zona del reparto offensivo, sia come ala sia come centravanti; in particolare era abile nel fornire assist ai compagni.

## Carriera

### Club

#### Esordi
Cresce a Nikšić, dove giocando nelle giovanili del Sutjeska, arriva ad essere il più giovane giocatore del campionato serbomontenegrino a 16 anni e un giorno, segnando anche un gol all'esordio. In totale colleziona 10 presenze e 4 gol.

#### Lecce
Notato da Pantaleo Corvino, è acquistato dal Lecce nell'estate del 2000. Il 18 febbraio 2001, 17enne, esordisce in Serie A, in occasione della sconfitta per 1-0 contro la Roma. Dopo aver difeso i colori salentini anche tra i cadetti e nel Campionato Primavera, segna il primo gol in Serie A contro l'Ancona nella partita vinta per 3-1 il 14 settembre 2003. In questa annata sarà anche vittima di un infortunio al ginocchio, che tuttavia non conclude in anticipo la sua stagione.
Nel 2004-2005 si afferma definitivamente: in campionato, grazie anche al gioco offensivo di Zdeněk Zeman, è autore di 19 reti, tra cui la tripletta alla Lazio nel successo casalingo per 5-3 del 1º maggio 2005. Il numero di reti segnate gli permette di eguagliare il primato stagionale stabilito da Ernesto Chevantón nell'annata precedente, facendo risultare il montenegrino il miglior marcatore della squadra leccese in una singola annata di massima serie. Nel corso dell'annata seguente, il 22 aprile 2006, marca la ventinovesima rete in Serie A e raggiunge il record di Pedro Pasculli quale miglior marcatore della società salentina nella massima categoria. Il primato sarà battuto dallo stesso Chevantón, che nel 2010-2011 segnerà 2 reti, portandosi, con 32 gol segnati, al primo posto per reti realizzate con la maglia del Lecce in massima serie.

#### Roma

##### 2006-2008

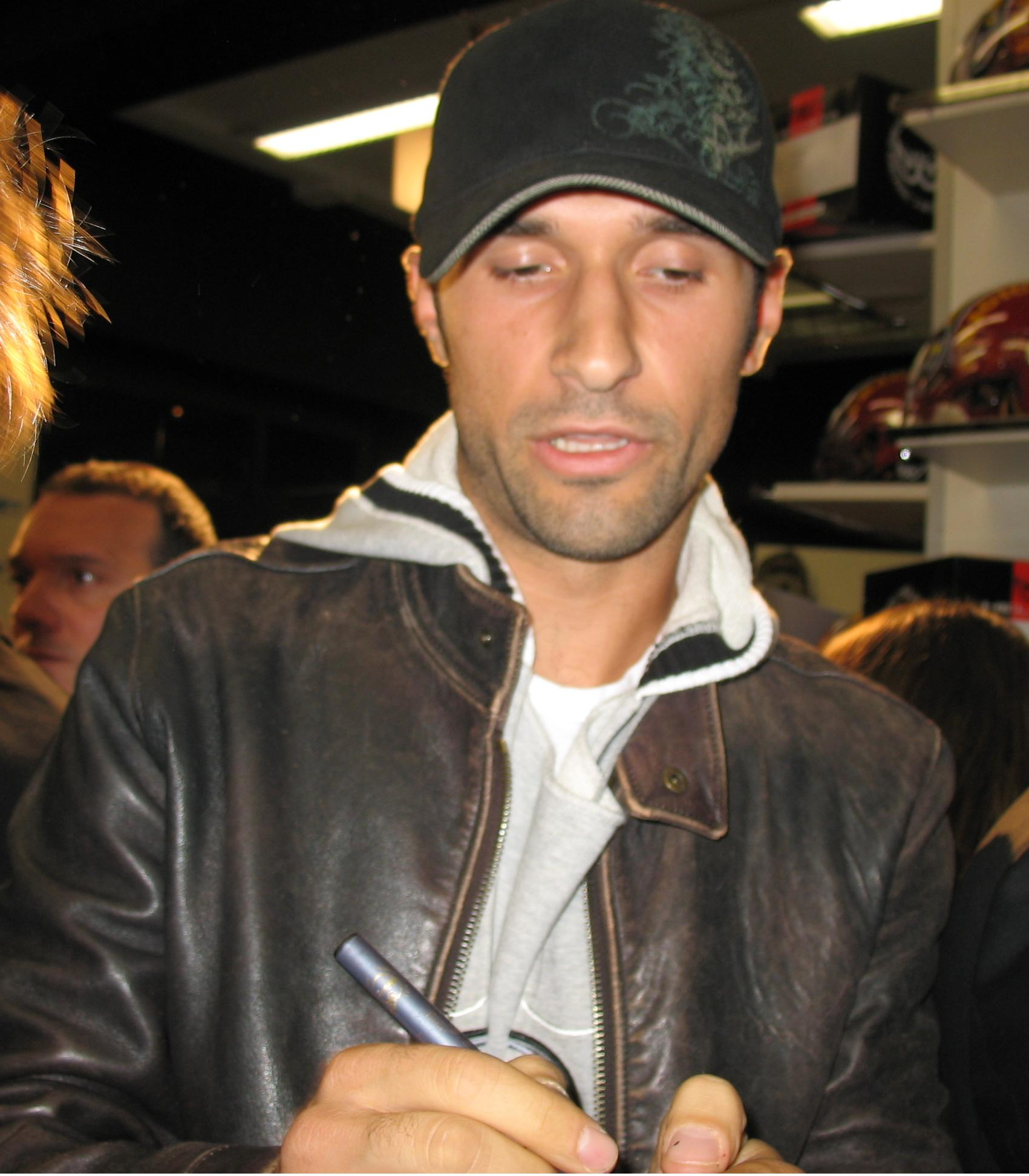
Vucinic con i fan, ai tempi della Roma

Il 30 agosto 2006 viene ufficializzata la sua cessione in prestito alla Roma, squadra che riscatterà la metà del suo cartellino l'anno dopo per una cifra totale vicina ai 19,5 milioni di euro. Dopo una lunga serie di problemi fisici, Vučinić decide di farsi operare al menisco e, rientrato in campo, segna il primo gol in maglia romanista il 28 gennaio 2007 in Roma-Siena 1-0. Il 4 aprile segna il primo gol in Champions League, marcatura decisiva visto che consente alla Roma di battere per 2-1 in casa il Manchester United nei quarti di finale di andata.
Il 19 agosto 2007 vince la Supercoppa italiana contro l'Inter, scendendo in campo da titolare. Il 27 novembre successivo segna la sua prima doppietta con la maglia della Roma e allo stesso tempo la sua prima doppietta in Champions League, in Ucraina ai danni della Dinamo Kiev nella partita vinta dalla Roma per 4-1. Il 5 marzo 2008, negli ottavi di finale di Champions League, segna il gol che fissa il risultato sull'1-2 condannando il Real Madrid all'eliminazione e portando la squadra giallorossa ai quarti di finale della massima competizione europea. Anche in campionato risulta importante nel cammino della squadra, che sfiora lo scudetto: a fine torneo conta all'attivo 9 gol, segnati alternandosi nei ruoli di ala (sorpassando nelle gerarchie il brasiliano Mancini) e di centravanti, come sostituto dell'infortunato Francesco Totti. Il 18 maggio 2008 nell'ultima partita di questa competizione contro il Catania segna il gol che rende la Roma virtualmente campione d'Italia per circa un tempo. Gioca dal primo minuto nella formazione che ha battuto in finale di Coppa Italia l'Inter (2-1), aggiudicandosi il trofeo.

##### 2008-2011
Il 24 agosto 2008 segna il 2-2 contro l'Inter in Supercoppa italiana, trasformando poi il primo rigore della sequenza finale: i giallorossi vengono però sconfitti dal dischetto. Il 4 novembre è protagonista nella vittoria in Champions League contro il Chelsea, a cui segna una doppietta. Il 14 dicembre, dopo aver marcato il gol della vittoria (3-2) contro il Cagliari, si rende autore di un'esultanza con striptease mentre corre verso la Curva Sud dell'Olimpico: il gesto gli costa la denuncia ad opera di un tifoso, per atti osceni.
Durante l'annata successiva, il 20 marzo 2010, sigla la sua prima tripletta con la maglia della Roma (la seconda in Serie A) nella gara contro l'Udinese. Risulta nuovamente decisivo con una doppietta nel derby contro la Lazio il 18 aprile 2010 terminato 2 a 1. Termina la stagione con 14 reti e come capocannoniere della squadra insieme a Francesco Totti.
Nella stagione 2010-2011, l'ultima in maglia giallorossa, si palesa una situazione di tensione con l'allenatore Ranieri da parte del giocatore, che dopo essere stato sostituito scalcia un contenitore delle bibite, ma questo episodio non è casuale, dato che pochi giorni prima aveva avuto un pesante scambio di parole con il tecnico.

#### Juventus
Il 1º agosto 2011 la Juventus ufficializza l'acquisto a titolo definitivo del montenegrino per 15 milioni di euro. Gioca la sua prima partita in campionato in maglia bianconera subentrando ad Alessandro Matri nella prima partita di Serie A contro il Parma (4-1 per la Juve). Segna il suo primo gol con la maglia bianconera il 21 settembre 2011 nella gara interna contro il Bologna (finita poi 1-1) su assist di Andrea Pirlo, ma pochi minuti dopo rimedia anche la prima espulsione juventina per somma di ammonizioni. Il 20 marzo 2012 segna da fuori area nei tempi supplementari del ritorno della semifinale di Coppa Italia contro il Milan, gol che vale l'accesso alla finale. Realizza la sua prima doppietta in maglia bianconera il 29 aprile, nel successo esterno sul Novara per 4 a 0. Il 6 maggio segna il gol dell'uno a zero al Cagliari, che contribuirà con l'autogol di Michele Canini a portare lo scudetto alla Juventus.

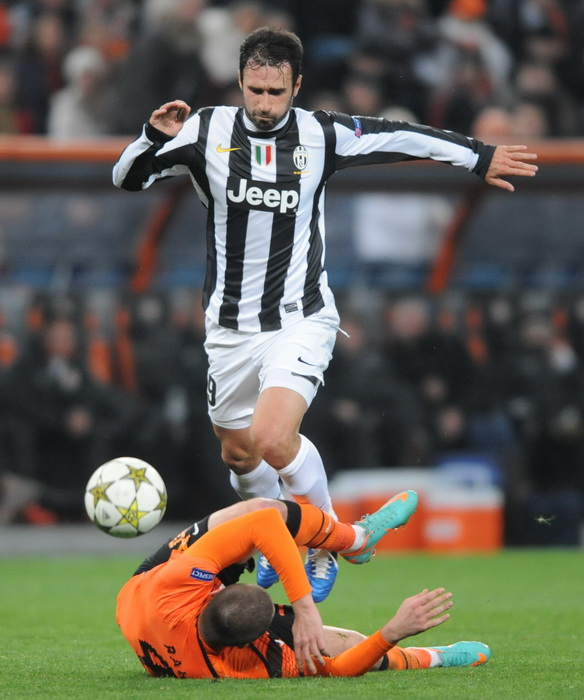
Vučinić con la maglia della Juventus

La stagione seguente inizia con la conquista della Supercoppa italiana, l'11 agosto 2012 allo Stadio Nazionale di Pechino, grazie alla vittoria contro il Napoli, dove segna la rete del definitivo 4-2. Per Vučinić si tratta della seconda Supercoppa italiana dopo quella dell'edizione 2007, vinta con la maglia della Roma. Il 23 ottobre segna la prima rete in Champions League con la maglia della Juventus, che vale il pareggio per 1-1 in casa del Nordsjælland al Parken Stadium. Il 9 gennaio 2013 risulta decisivo siglando la rete del definitivo 2-1 nei tempi supplementari dei quarti di Coppa Italia disputati contro il Milan, ripetendo così quanto successo già l'anno passato, quando il montenegrino con un suo gol eliminò i rossoneri sempre ai supplementari nel ritorno della semifinale di Coppa Italia. Il 5 maggio seguente, grazie alla vittoria casalinga per 1-0 sul Palermo, vince – con tre giornate d'anticipo – il secondo scudetto consecutivo. Chiude la stagione come miglior marcatore bianconero del campionato, con 10 reti, alla pari di Arturo Vidal.
Il 31 agosto 2013 realizza il gol numero 100 nei campionati professionistici italiani mettendo a segno il 3-1 nella sfida valida per la seconda giornata di Serie A contro la Lazio (4-1 per la Juventus il risultato finale della gara). Il 3 aprile 2014 debutta con i colori bianconeri in Europa League, nei quarti di finale di andata, quando nella partita contro il Lione subentra al posto dell'infortunato Tevez, risultando importante con la sua prestazione per la vittoria (0-1). Il 4 maggio 2014, grazie alla sconfitta della Roma contro il Catania (4-1), vince, con tre giornate di anticipo, il suo terzo scudetto consecutivo con la Juventus.

#### Al-Jazira
Il 4 luglio 2014 l'Al-Jazira lo preleva dalla Juventus in cambio di 6,3 milioni di euro. All'esordio, il 15 settembre, fornisce un assist e segna un gol su calcio di rigore, contribuendo alla vittoria finale sull'Ajman per 2-3. Il 25 settembre è protagonista della partita disputata contro l'Emirates Club, decidendo con una tripletta la vittoria della sua squadra. Il 5 ottobre per la prima volta in carriera realizza quattro reti in un incontro, risultando decisivo alla vittoria della sua squadra per 4-3 ai danni dell'Al-Ain. Con 25 reti realizzate conquista il suo primo titolo di capocannoniere del campionato emiratino. Il 14 maggio, con la doppietta segnata nella partita di Coppa del Presidente degli Emirati Arabi Uniti, valevole per i quarti di finale e persa 2-3 contro l'Ajman, raggiunge quota 27 reti, realizzando così il record personale di gol fatti in una singola stagione.
Apre la stagione successiva segnando, il 28 agosto 2015, il suo primo gol stagionale nella partita d'esordio di UAE Arabian Gulf Cup terminata con il punteggio di 2-2 contro l'Al-Ain. Termina la stagione con largo anticipo dopo aver subito un infortunio al legamento crociato anteriore destro, che ne caratterizza anche la stagione seguente (ultima della sua carriera) dove non scende mai in campo.

### Nazionale
Insieme a Dragoslav Jevrić, è uno dei due montenegrini convocati della Serbia e Montenegro per il campionato del mondo del 2006, ma è costretto a saltare il torneo per via di un infortunio. Dopo l'indipendenza del Montenegro e la nascita della Nazionale di calcio montenegrina, Vučinić ha scelto di farne parte e ne è divenuto il capitano. Il 24 marzo 2007, in occasione della prima partita del Montenegro (un'amichevole contro l'Ungheria), ha realizzato su calcio di rigore il primo gol nella storia della sua nazionale. È andato a segno in ognuno dei percorsi di qualificazione per il campionato mondiale del 2010 (anche nella partita casalinga contro l'Italia) e del 2014 e per il campionato europeo del 2012 e del 2016, competizioni alle quali il Montenegro non è riuscito a qualificarsi.

### Allenatore
Il 21 gennaio 2022, a distanza di alcuni anni dal ritiro, annuncia di essere entrato nello staff della Nazionale montenegrina.

## Statistiche

### Presenze e reti nei club
Statistiche aggiornate al 17 novembre 2015.
| Stagione         | Squadra          | Campionato       | Campionato | Campionato | Coppe nazionali | Coppe nazionali | Coppe nazionali | Coppe continentali | Coppe continentali | Coppe continentali | Altre coppe | Altre coppe | Altre coppe | Totale | Totale |
| Stagione         | Squadra          | Comp             | Pres       | Reti       | Comp            | Pres            | Reti            | Comp               | Pres               | Reti               | Comp        | Pres        | Reti        | Pres   | Reti   |
| ---------------- | ---------------- | ---------------- | ---------- | ---------- | --------------- | --------------- | --------------- | ------------------ | ------------------ | ------------------ | ----------- | ----------- | ----------- | ------ | ------ |
| 1999-2000        | Sutjeska Nikšić  | A                | 9          | 3          | CJ              | 1               | 1               | -                  | -                  | -                  | -           | -           | -           | 10     | 4      |
| 2000-2001        | Lecce            | A                | 2          | 0          | CI              | 0               | 0               | -                  | -                  | -                  | -           | -           | -           | 2      | 0      |
| 2001-2002        | Lecce            | A                | 7          | 0          | CI              | 2               | 0               | -                  | -                  | -                  | -           | -           | -           | 9      | 0      |
| 2002-2003        | Lecce            | B                | 28         | 5          | CI              | 1               | 0               | -                  | -                  | -                  | -           | -           | -           | 29     | 5      |
| 2003-2004        | Lecce            | A                | 12         | 1          | CI              | 1               | 0               | -                  | -                  | -                  | -           | -           | -           | 13     | 1      |
| 2004-2005        | Lecce            | A                | 28         | 19         | CI              | 3               | 3               | -                  | -                  | -                  | -           | -           | -           | 31     | 22     |
| 2005-2006        | Lecce            | A                | 34         | 9          | CI              | 0               | 0               | -                  | -                  | -                  | -           | -           | -           | 34     | 9      |
| Totale Lecce     | Totale Lecce     | Totale Lecce     | 111        | 34         |                 | 7               | 3               |                    | -                  | -                  |             | -           | -           | 118    | 37     |
| 2006-2007        | Roma             | A                | 25         | 2          | CI              | 2               | 0               | UCL                | 6                  | 1                  | SI          | 0           | 0           | 33     | 3      |
| 2007-2008        | Roma             | A                | 33         | 9          | CI              | 6               | 1               | UCL                | 8                  | 4                  | SI          | 1           | 0           | 48     | 14     |
| 2008-2009        | Roma             | A                | 27         | 11         | CI              | 2               | 2               | UCL                | 8                  | 3                  | SI          | 1           | 1           | 38     | 17     |
| 2009-2010        | Roma             | A                | 34         | 14         | CI              | 4               | 2               | UEL                | 8                  | 3                  | -           | -           | -           | 46     | 19     |
| 2010-2011        | Roma             | A                | 28         | 10         | CI              | 4               | 1               | UCL                | 4                  | 0                  | SI          | 1           | 0           | 37     | 11     |
| Totale Roma      | Totale Roma      | Totale Roma      | 147        | 46         |                 | 18              | 6               |                    | 34                 | 11                 |             | 3           | 1           | 202    | 64     |
| 2011-2012        | Juventus         | A                | 32         | 9          | CI              | 3               | 1               | -                  | -                  | -                  | -           | -           | -           | 35     | 10     |
| 2012-2013        | Juventus         | A                | 31         | 10         | CI              | 3               | 1               | UCL                | 8                  | 2                  | SI          | 1           | 1           | 43     | 14     |
| 2013-2014        | Juventus         | A                | 12         | 2          | CI              | 0               | 0               | UCL+UEL            | 2+3                | 0                  | SI          | 1           | 0           | 18     | 2      |
| Totale Juventus  | Totale Juventus  | Totale Juventus  | 75         | 21         |                 | 6               | 2               |                    | 13                 | 2                  |             | 2           | 1           | 96     | 26     |
| 2014-2015        | Al Jazira        | AGL              | 23         | 25         | CPA             | 1               | 2               | ACL                | 0                  | 0                  | -           | -           | -           | 24     | 27     |
| 2015-2016        | Al Jazira        | AGL              | 6          | 3          | CPA             | 0               | 0               | ACL                | 0                  | 0                  | AGC         | 3           | 3           | 9      | 6      |
| 2016-2017        | Al Jazira        | AGL              | 0          | 0          | CPA             | 0               | 0               | ACL                | 0                  | 0                  | AGC         | 0           | 0           | 0      | 0      |
| Totale Al Jazira | Totale Al Jazira | Totale Al Jazira | 29         | 28         |                 | 1               | 2               |                    | 0                  | 0                  |             | 3           | 3           | 33     | 33     |
| Totale carriera  | Totale carriera  | Totale carriera  | 371        | 131        |                 | 33              | 14              |                    | 47                 | 13                 |             | 8           | 5           | 459    | 163    |

### Cronologia presenze e reti in nazionale
| Cronologia completa delle presenze e delle reti in nazionale ― Serbia e Montenegro under 21 | Cronologia completa delle presenze e delle reti in nazionale ― Serbia e Montenegro under 21 | Cronologia completa delle presenze e delle reti in nazionale ― Serbia e Montenegro under 21 | Cronologia completa delle presenze e delle reti in nazionale ― Serbia e Montenegro under 21 | Cronologia completa delle presenze e delle reti in nazionale ― Serbia e Montenegro under 21 | Cronologia completa delle presenze e delle reti in nazionale ― Serbia e Montenegro under 21 | Cronologia completa delle presenze e delle reti in nazionale ― Serbia e Montenegro under 21 | Cronologia completa delle presenze e delle reti in nazionale ― Serbia e Montenegro under 21 |
| Data                                                                                        | Città                                                                                       | In casa                                                                                     | Risultato                                                                                   | Ospiti                                                                                      | Competizione                                                                                | Reti                                                                                        | Note                                                                                        |
| ------------------------------------------------------------------------------------------- | ------------------------------------------------------------------------------------------- | ------------------------------------------------------------------------------------------- | ------------------------------------------------------------------------------------------- | ------------------------------------------------------------------------------------------- | ------------------------------------------------------------------------------------------- | ------------------------------------------------------------------------------------------- | ------------------------------------------------------------------------------------------- |
| 16-11-2004                                                                                  | Lokeren                                                                                     | Belgio under 21                                                                             | 4 – 0                                                                                       | Serbia e Montenegro under 21                                                                | Qual. Europeo Under-21 2006                                                                 | -                                                                                           | 54’                                                                                         |
| 12-11-2005                                                                                  | Belgrado                                                                                    | Serbia e Montenegro under 21                                                                | 3 – 1                                                                                       | Croazia under 21                                                                            | Qual. Europeo Under-21 2006                                                                 | 3                                                                                           | 81’                                                                                         |
| 16-11-2005                                                                                  | Velika Gorica                                                                               | Croazia under 21                                                                            | 1 – 2                                                                                       | Serbia e Montenegro under 21                                                                | Qual. Europeo Under-21 2006                                                                 | -                                                                                           | 51’                                                                                         |
| 23-5-2006                                                                                   | Barcelos                                                                                    | Serbia e Montenegro under 21                                                                | 0 – 1                                                                                       | Germania under 21                                                                           | Europeo Under-21 2006 - 1º turno                                                            | -                                                                                           |                                                                                             |
| Totale                                                                                      |                                                                                             | Presenze                                                                                    | 4                                                                                           |                                                                                             | Reti                                                                                        | 3                                                                                           |                                                                                             |

| Cronologia completa delle presenze e delle reti in nazionale ― Serbia e Montenegro | Cronologia completa delle presenze e delle reti in nazionale ― Serbia e Montenegro | Cronologia completa delle presenze e delle reti in nazionale ― Serbia e Montenegro | Cronologia completa delle presenze e delle reti in nazionale ― Serbia e Montenegro | Cronologia completa delle presenze e delle reti in nazionale ― Serbia e Montenegro | Cronologia completa delle presenze e delle reti in nazionale ― Serbia e Montenegro | Cronologia completa delle presenze e delle reti in nazionale ― Serbia e Montenegro | Cronologia completa delle presenze e delle reti in nazionale ― Serbia e Montenegro |
| Data                                                                               | Città                                                                              | In casa                                                                            | Risultato                                                                          | Ospiti                                                                             | Competizione                                                                       | Reti                                                                               | Note                                                                               |
| ---------------------------------------------------------------------------------- | ---------------------------------------------------------------------------------- | ---------------------------------------------------------------------------------- | ---------------------------------------------------------------------------------- | ---------------------------------------------------------------------------------- | ---------------------------------------------------------------------------------- | ---------------------------------------------------------------------------------- | ---------------------------------------------------------------------------------- |
| 4-6-2005                                                                           | Belgrado                                                                           | Serbia e Montenegro                                                                | 0 – 0                                                                              | Belgio                                                                             | Qual. Mondiali 2006                                                                | -                                                                                  | 53’                                                                                |
| 8-6-2005                                                                           | Toronto                                                                            | Serbia e Montenegro                                                                | 1 – 1                                                                              | Italia                                                                             | Amichevole                                                                         | -                                                                                  | 81’                                                                                |
| 1-3-2006                                                                           | Tunisi                                                                             | Tunisia                                                                            | 0 – 1                                                                              | Serbia e Montenegro                                                                | Amichevole                                                                         | -                                                                                  | 83’                                                                                |
| Totale                                                                             |                                                                                    | Presenze                                                                           | 3                                                                                  |                                                                                    | Reti                                                                               | 0                                                                                  |                                                                                    |

| Cronologia completa delle presenze e delle reti in nazionale ― Montenegro | Cronologia completa delle presenze e delle reti in nazionale ― Montenegro | Cronologia completa delle presenze e delle reti in nazionale ― Montenegro | Cronologia completa delle presenze e delle reti in nazionale ― Montenegro | Cronologia completa delle presenze e delle reti in nazionale ― Montenegro | Cronologia completa delle presenze e delle reti in nazionale ― Montenegro | Cronologia completa delle presenze e delle reti in nazionale ― Montenegro | Cronologia completa delle presenze e delle reti in nazionale ― Montenegro |
| Data                                                                      | Città                                                                     | In casa                                                                   | Risultato                                                                 | Ospiti                                                                    | Competizione                                                              | Reti                                                                      | Note                                                                      |
| ------------------------------------------------------------------------- | ------------------------------------------------------------------------- | ------------------------------------------------------------------------- | ------------------------------------------------------------------------- | ------------------------------------------------------------------------- | ------------------------------------------------------------------------- | ------------------------------------------------------------------------- | ------------------------------------------------------------------------- |
| 24-3-2007                                                                 | Podgorica                                                                 | Montenegro                                                                | 2 – 1                                                                     | Ungheria                                                                  | Amichevole                                                                | 1                                                                         | cap. 85’                                                                  |
| 22-8-2007                                                                 | Podgorica                                                                 | Montenegro                                                                | 1 – 1                                                                     | Slovenia                                                                  | Amichevole                                                                | 1                                                                         | cap. 88’                                                                  |
| 12-9-2007                                                                 | Podgorica                                                                 | Montenegro                                                                | 1 – 2                                                                     | Svezia                                                                    | Amichevole                                                                | 1                                                                         | cap.                                                                      |
| 17-10-2007                                                                | Tallinn                                                                   | Estonia                                                                   | 0 – 1                                                                     | Montenegro                                                                | Amichevole                                                                | 1                                                                         | cap. 89’                                                                  |
| 27-5-2008                                                                 | Podgorica                                                                 | Montenegro                                                                | 3 – 0                                                                     | Kazakistan                                                                | Amichevole                                                                | -                                                                         | 77’                                                                       |
| 31-5-2008                                                                 | Bucarest                                                                  | Romania                                                                   | 4 – 0                                                                     | Montenegro                                                                | Amichevole                                                                | -                                                                         | cap.                                                                      |
| 20-8-2008                                                                 | Budapest                                                                  | Ungheria                                                                  | 3 – 3                                                                     | Montenegro                                                                | Amichevole                                                                | -                                                                         | cap. 74’                                                                  |
| 6-9-2008                                                                  | Podgorica                                                                 | Montenegro                                                                | 2 – 2                                                                     | Bulgaria                                                                  | Qual. Mondiali 2010                                                       | 1                                                                         | cap. 21’ 86’                                                              |
| 10-9-2008                                                                 | Podgorica                                                                 | Montenegro                                                                | 0 – 0                                                                     | Irlanda                                                                   | Qual. Mondiali 2010                                                       | -                                                                         | cap.                                                                      |
| 15-10-2008                                                                | Lecce                                                                     | Italia                                                                    | 2 – 1                                                                     | Montenegro                                                                | Qual. Mondiali 2010                                                       | 1                                                                         | cap. 11’ 90+1’                                                            |
| 19-11-2008                                                                | Podgorica                                                                 | Montenegro                                                                | 2 – 1                                                                     | Macedonia                                                                 | Amichevole                                                                | -                                                                         | 80’                                                                       |
| 6-6-2009                                                                  | Larnaca                                                                   | Cipro                                                                     | 2 – 2                                                                     | Montenegro                                                                | Qual. Mondiali 2010                                                       | -                                                                         | cap.                                                                      |
| 5-9-2009                                                                  | Sofia                                                                     | Bulgaria                                                                  | 4 – 1                                                                     | Montenegro                                                                | Qual. Mondiali 2010                                                       | -                                                                         | 69’                                                                       |
| 9-9-2009                                                                  | Podgorica                                                                 | Montenegro                                                                | 1 – 1                                                                     | Cipro                                                                     | Qual. Mondiali 2010                                                       | 1                                                                         | cap.                                                                      |
| 18-11-2009                                                                | Podgorica                                                                 | Montenegro                                                                | 1 – 0                                                                     | Bielorussia                                                               | Amichevole                                                                | 1                                                                         | cap. 80’ 83’                                                              |
| 3-3-2010                                                                  | Skopje                                                                    | Macedonia                                                                 | 2 – 1                                                                     | Montenegro                                                                | Amichevole                                                                | -                                                                         | cap.                                                                      |
| 25-5-2010                                                                 | Podgorica                                                                 | Montenegro                                                                | 0 – 1                                                                     | Albania                                                                   | Amichevole                                                                | -                                                                         | cap.                                                                      |
| 29-5-2010                                                                 | Oslo                                                                      | Norvegia                                                                  | 2 – 1                                                                     | Montenegro                                                                | Amichevole                                                                | 1                                                                         | cap. 69’                                                                  |
| 11-8-2010                                                                 | Podgorica                                                                 | Montenegro                                                                | 2 – 0                                                                     | Irlanda del Nord                                                          | Amichevole                                                                | -                                                                         | cap.                                                                      |
| 3-9-2010                                                                  | Podgorica                                                                 | Montenegro                                                                | 1 – 0                                                                     | Galles                                                                    | Qual. Euro 2012                                                           | 1                                                                         | cap.                                                                      |
| 7-9-2010                                                                  | Sofia                                                                     | Bulgaria                                                                  | 0 – 1                                                                     | Montenegro                                                                | Qual. Euro 2012                                                           | -                                                                         | cap.                                                                      |
| 8-10-2010                                                                 | Podgorica                                                                 | Montenegro                                                                | 1 – 0                                                                     | Svizzera                                                                  | Qual. Euro 2012                                                           | 1                                                                         | cap. 68’                                                                  |
| 4-6-2011                                                                  | Podgorica                                                                 | Montenegro                                                                | 1 – 1                                                                     | Bulgaria                                                                  | Qual. Euro 2012                                                           | -                                                                         | cap.                                                                      |
| 2-9-2011                                                                  | Cardiff                                                                   | Galles                                                                    | 2 – 1                                                                     | Montenegro                                                                | Qual. Euro 2012                                                           | -                                                                         | cap. 78’                                                                  |
| 7-10-2011                                                                 | Podgorica                                                                 | Montenegro                                                                | 2 – 2                                                                     | Inghilterra                                                               | Qual. Euro 2012                                                           | -                                                                         | cap. 90+3’                                                                |
| 11-11-2011                                                                | Praga                                                                     | Rep. Ceca                                                                 | 2 – 0                                                                     | Montenegro                                                                | Qual. Euro 2012                                                           | -                                                                         | cap.                                                                      |
| 15-11-2011                                                                | Podgorica                                                                 | Montenegro                                                                | 0 – 1                                                                     | Rep. Ceca                                                                 | Qual. Euro 2012                                                           | -                                                                         | cap. 63’                                                                  |
| 29-2-2012                                                                 | Podgorica                                                                 | Montenegro                                                                | 2 – 1                                                                     | Islanda                                                                   | Amichevole                                                                | -                                                                         | 46’                                                                       |
| 25-5-2012                                                                 | Bruxelles                                                                 | Belgio                                                                    | 2 – 2                                                                     | Montenegro                                                                | Amichevole                                                                | 1                                                                         | cap. 46’                                                                  |
| 15-8-2012                                                                 | Podgorica                                                                 | Montenegro                                                                | 2 – 0                                                                     | Lettonia                                                                  | Amichevole                                                                | -                                                                         | 65’                                                                       |
| 7-9-2012                                                                  | Podgorica                                                                 | Montenegro                                                                | 2 – 2                                                                     | Polonia                                                                   | Qual. Mondiali 2014                                                       | 1                                                                         | cap. 16’                                                                  |
| 16-10-2012                                                                | Kiev                                                                      | Ucraina                                                                   | 0 – 1                                                                     | Montenegro                                                                | Qual. Mondiali 2014                                                       | -                                                                         | 86’ 92’                                                                   |
| 22-3-2013                                                                 | Chișinău                                                                  | Moldavia                                                                  | 0 – 1                                                                     | Montenegro                                                                | Qual. Mondiali 2014                                                       | 1                                                                         | cap. 80’                                                                  |
| 26-3-2013                                                                 | Podgorica                                                                 | Montenegro                                                                | 1 – 1                                                                     | Inghilterra                                                               | Qual. Mondiali 2014                                                       | -                                                                         |                                                                           |
| 7-6-2013                                                                  | Podgorica                                                                 | Montenegro                                                                | 0 – 4                                                                     | Ucraina                                                                   | Qual. Mondiali 2014                                                       | -                                                                         | cap.                                                                      |
| 14-8-2013                                                                 | Žodzina                                                                   | Bielorussia                                                               | 1 – 1                                                                     | Montenegro                                                                | Amichevole                                                                | 1                                                                         | cap.                                                                      |
| 6-9-2013                                                                  | Varsavia                                                                  | Polonia                                                                   | 1 – 1                                                                     | Montenegro                                                                | Qual. Mondiali 2014                                                       | -                                                                         | cap. 22’ 36’                                                              |
| 8-9-2014                                                                  | Podgorica                                                                 | Montenegro                                                                | 2 – 0                                                                     | Moldavia                                                                  | Qual. Euro 2016                                                           | 1                                                                         | cap.                                                                      |
| 9-10-2014                                                                 | Vaduz                                                                     | Liechtenstein                                                             | 0 – 0                                                                     | Montenegro                                                                | Qual. Euro 2016                                                           | -                                                                         | 46’                                                                       |
| 12-10-2014                                                                | Vienna                                                                    | Austria                                                                   | 1 – 0                                                                     | Montenegro                                                                | Qual. Euro 2016                                                           | -                                                                         | cap.                                                                      |
| 27-3-2015                                                                 | Podgorica                                                                 | Montenegro                                                                | 0 – 3 tav                                                                 | Russia                                                                    | Qual. Euro 2016                                                           | -                                                                         | cap.                                                                      |
| 5-9-2015                                                                  | Podgorica                                                                 | Montenegro                                                                | 2 – 0                                                                     | Liechtenstein                                                             | Qual. Euro 2016                                                           | -                                                                         | cap. 59’                                                                  |
| 9-10-2015                                                                 | Podgorica                                                                 | Montenegro                                                                | 2 – 3                                                                     | Austria                                                                   | Qual. Euro 2016                                                           | 1                                                                         | cap. 87’, 87’                                                             |
| 12-11-2015                                                                | Skopje                                                                    | Macedonia                                                                 | 4 – 1                                                                     | Montenegro                                                                | Amichevole                                                                | -                                                                         | 46’                                                                       |
| 26-3-2017                                                                 | Podgorica                                                                 | Montenegro                                                                | 1 – 2                                                                     | Polonia                                                                   | Qual. Mondiali 2018                                                       | -                                                                         | 90+2’                                                                     |
| 4-6-2017                                                                  | Podgorica                                                                 | Montenegro                                                                | 1 – 2                                                                     | Iran                                                                      | Amichevole                                                                | -                                                                         | 46’                                                                       |
| Totale                                                                    |                                                                           | Presenze (10º posto)                                                      | 46                                                                        |                                                                           | Reti (2º posto)                                                           | 17                                                                        |                                                                           |

## Palmarès

### Club

#### Competizioni giovanili
- Campionato Primavera: 2

Lecce: 2002-2003, 2003-2004
- Coppa Italia Primavera: 1

Lecce: 2001-2002

#### Competizioni nazionali
- Coppa Italia: 2

Roma: 2006-2007, 2007-2008
- Supercoppa italiana: 3

Roma: 2007
Juventus: 2012, 2013
- Campionato italiano: 3

Juventus: 2011-2012, 2012-2013, 2013-2014
- Coppa del Presidente degli Emirati Arabi Uniti: 1

Al-Jazira: 2015-2016

### Individuale
- Calciatore montenegrino dell'anno: 7

2006, 2007, 2008, 2010, 2011, 2012, 2013
- Capocannoniere del campionato emiratino: 1

2014-2015 (25 gol)
- Arabian Gulf League Awards: 1

Calciatore straniero dell'anno: 2014-2015